# 9545 Petrovedomosti
9545 Petrovedomosti eller 1984 MQ är en asteroid i huvudbältet som upptäcktes den 25 juni 1984 av den ryska astronomen Tamara Smirnova vid Krims astrofysiska observatorium på Krim. Den har fått sitt namn efter den ryska tidningen Sankt-Peterburgskie Vedomosti.
Asteroiden har en diameter på ungefär 9 kilometer.